# 歌劇「沖縄」
歌劇「沖縄」（かげき おきなわ）は、1960年代後半にうたごえ運動の活動家たちが、日本共産党の組織的な指導と援助のもとで集団創作と全国上演運動を行った、日本のオペラである。作品名は通常、"歌劇"と"「沖縄」"が一体連続の形で、"歌劇「沖縄」"と称され、表記される。

## 集団創作の経緯

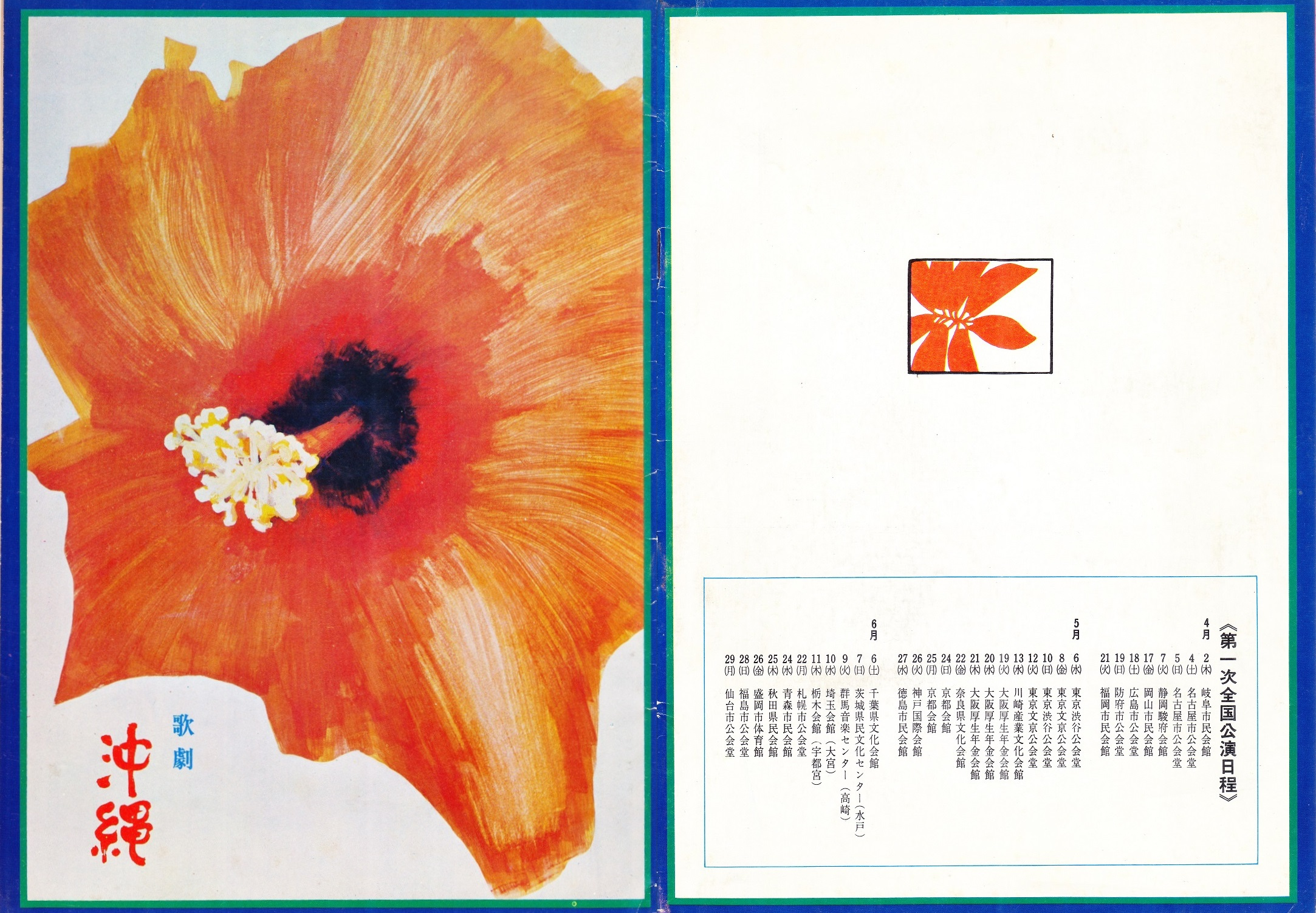
歌劇「沖縄」第1次全国ツアー公演 プログラム 表紙（1970年）

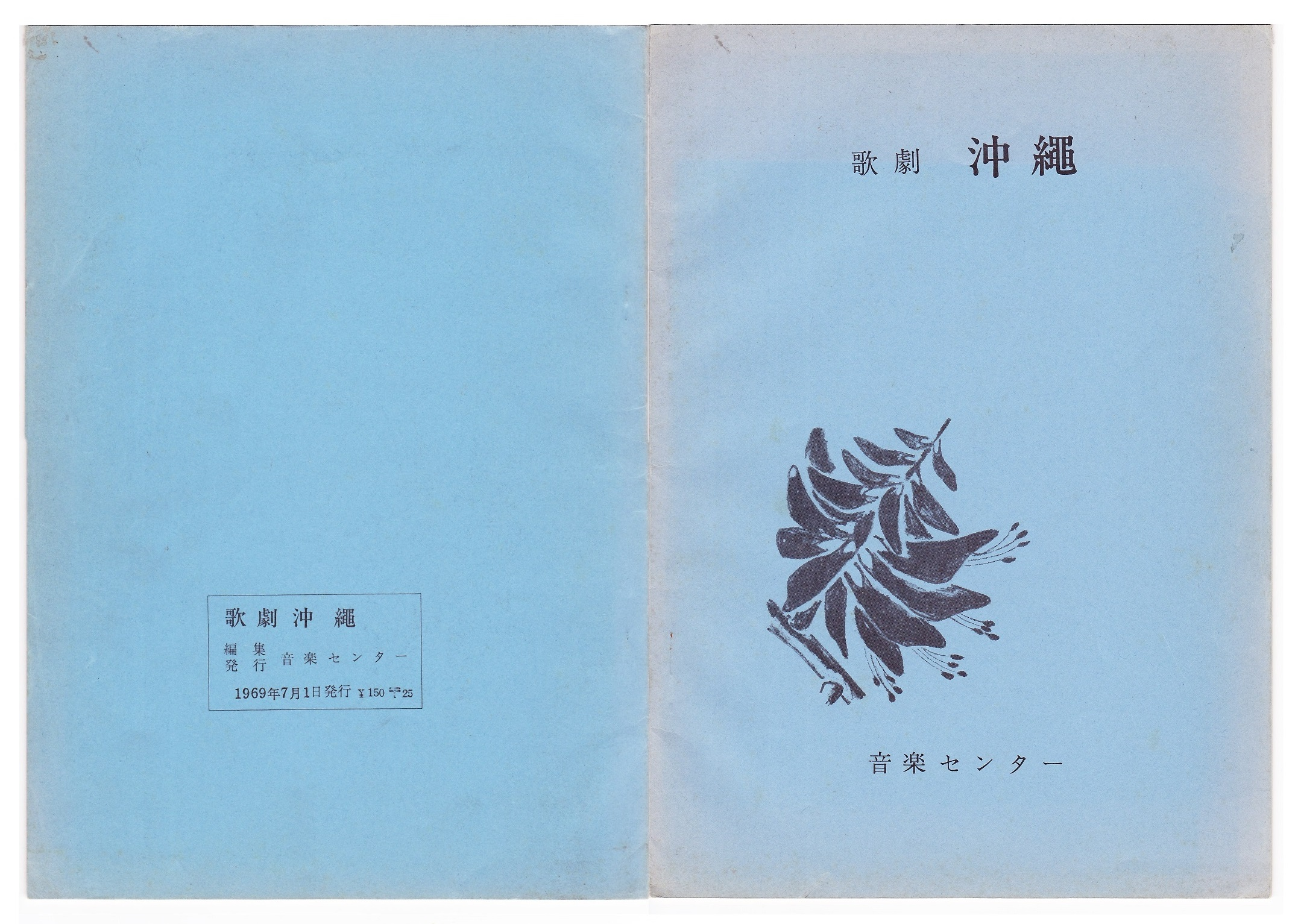
歌劇「沖縄」パート譜初版 表紙（1969年）

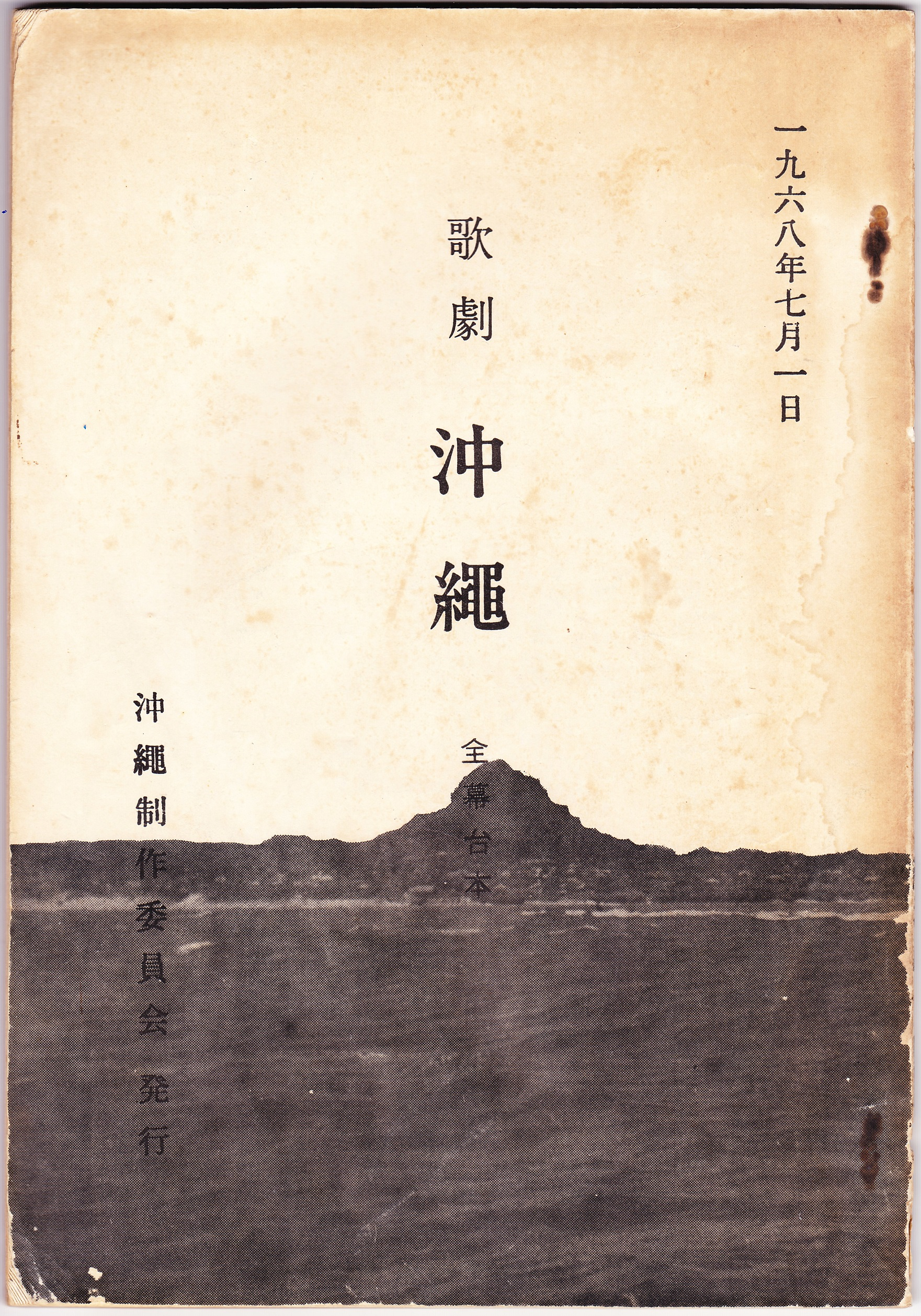
歌劇「沖縄」全幕台本 第一稿 表紙（1968年）

歌劇「沖縄」の制作目的は、当時米軍占領下にあった沖縄の「基地無し・核兵器無し全面返還」と、1970年の日米安保条約自動延長の阻止・条約廃棄を求める国民運動（70年安保闘争）を、音楽作品の集団創作と全国上演活動をつうじて組織することであった。
1967年8月20日、第4回日本のうたごえ実行委員会は、アメリカのベトナム侵略最前線基地である沖縄を主題としたオペラを創り、沖縄の即時無条件返還と、日本独立のための闘いを発展させようとの方針を打ち出し、"オペラ「沖縄」（仮題）制作実行委員会" を設置。1967年日本のうたごえ祭典での演奏発表を目指して、集団創作の呼びかけを行った。
同年11月27日、1967年日本のうたごえ総会で特別決議。歌劇「沖縄」全曲を1968年6月までに完成させることを目標とし、そのために、
1. 各加盟サークル合唱団に歌劇「沖縄」の専門部を設け、
2. 「制作ニュース」を発行・普及して多くの創作活動家の結集を促し、
3. 制作・上演のための資金カンパを全国的におし進め、
4. 日本全国で上演活動を起こすこと、を決定した[1]。

歌劇「沖縄」制作実行委員会に加盟したのは、労音、統一劇場（現代座の前身）、日本民主青年同盟中央音楽院など、おもに日本共産党との関わりが深い諸団体であった,,。

## 日本共産党による歌劇「沖縄」制作上演への組織的指導と援助
日本のうたごえ実行委員会常任委員会事務局長であった藤本洋は、1972年、歌劇「沖縄」第2次全国ツアー公演に関連して、日本共産党の地方組織による指導のあり方を、同党全国活動者会議（1972年1月18～20日開催）で次のように報告している。
1972年、日本共産党大阪府委員会文化部長 熊野雄次郎は、第2次全国ツアーの大阪公演（同年3月22・23日、大阪厚生年金会館大ホール）を控え、同府委員会機関紙「大阪民主新報」の読者に向けて、公演成功のために来聴することを呼びかけた。
第2次全国ツアー公演の終了後、藤本洋は、日本共産党および民主青年同盟の地方組織が果たした役割を、次のように記している。

## 抜粋初演
1967年11月7日、沖縄県那覇市の琉球新報ホールで催された「第6回沖縄のうたごえ祭典」で、歌劇「沖縄」の抜粋である「プロローグ・開幕の合唱」が、沖縄青年合唱団により初めて公開演奏された,。

## いわゆる”本土”での抜粋初演
1967年11月25日、東京都の日本武道館で実施された「1967年日本のうたごえ祭典・大音楽会」で、いわゆる"本土"で初となる歌劇「沖縄」の抜粋演奏が行われた。演奏された抜粋曲は上記、沖縄での初演と同じく「プロローグ・開幕の合唱」であった。

## 全曲初演
1969年12月10日、渋谷公会堂にて。
- 指揮：井上頼豊
- 管弦楽：新星日本交響楽団
- 合唱：中央合唱団・歌劇「沖縄」合唱団

## 演奏所要時間（1972年版）
約120分

## 楽器編成（1972年版）
フルート1、ピッコロ1、オーボエ1、クラリネット1、ファゴット1、ホルン3、トランペット2、トロンボーン1、ティンパニ、シンバル、タムタム、小太鼓、大太鼓、第1ヴァイオリン、第2ヴァイオリン、ヴィオラ、チェロ、コントラバス、ハープ（ピアノでの代替可）

## 登場人物
- 安里きよ子（ソプラノ）：18歳、安里貞光の娘
- 宮城ふじ子（ソプラノ）：27歳、宮城正輝の妻
- 古堅マカト（アルト）：80歳、老婆
- 与那城一夫（テノール）：23歳、与那城幸吉の息子
- 宮城正輝（テノール）：31歳、宮城盛輝の息子
- 上原音松（テノール）：66歳、三線奏者
- 与那城幸吉（テノール）：60歳、農夫
- 安里貞光（バリトン）：62歳、農夫
- 大城邦夫（バリトン）：36歳、失業者
- 宮城盛輝（バス）：70歳、農夫
- 伊江島の農民たち・那覇の市場の買い物客・商人多数・那覇の労働者たち（合唱）

## 構成とあらすじ（1972年版）
- 序曲
- 序幕
- 第1幕「伊江島」
- 第2幕第1場「那覇の市場」
- 第2幕第2場「立法院前広場」
- 間奏曲
- 第3幕「伊江島」
- 鎮魂歌
- 終曲

## 琉球音楽の典拠
歌劇「沖縄」の楽譜には、琉球音楽の「まみどうま」、「きいふうぞう」、「ユンタ」、「国頭捌理」、「陳情口説」、「四季口説」などが編曲の形で取り入れられている。それらの編曲は、金井喜久子著「琉球の民謡」（音楽の友社 1954年）の譜例を典拠としている。
ただし、1972年版序曲の合唱旋律として現れる「とぅばらーま」は、同書に譜例が記されておらず、別の典拠または採譜によるものと推測される。

## 歌劇「沖縄」全曲の再演

### 1970年（第1次）全国ツアー公演
1970年（第1次）全国ツアー公演に際し、下記の著名人が賛同者・支持者として名を連ねた。
石垣綾子（評論家）、宇野重吉（劇団民藝）、瓜生忠夫（映画評論家）、大友純（俳優）、木下順二（劇作家）、清瀬保二（作曲家）、熊谷賢一（作曲家）、早乙女勝元（作家）、鈴木瑞穂（劇団民藝）、須藤五郎（音楽家）、瀬長亀次郎（当時沖縄人民党委員長）、滝沢修（俳優）、谷桃子（バレエダンサー）、外山雄三（指揮者）、永井智雄（俳優）、蜷川虎三（当時京都府知事）、平塚らいてう（日本婦人団体連合会）、平野義太郎（当時日本平和委員会長）、藤森成吉（作家）、堀江邑一（経済学者）、間宮芳生（作曲家）、美濃部亮吉（当時東京都知事）、宗像誠也（教育学者）、村山知義（劇作家・演出家）、山形雄策（脚本家）、山根銀二（音楽評論家）、屋良朝苗（当時沖縄行政主席）、柳田謙十郎（哲学者）
演奏面では、中央合唱団、新星日本交響楽団、京都市交響楽団などの音楽団体のほか、作曲と演奏の指導に、外山雄三（作曲・指揮者）と井上頼豊（チェロ奏者）が専門家として携わった,,。
既述のごとく、歌劇「沖縄」制作・上演の目的の一つは、1970年の日米安保条約反対運動（70年安保）を組織することであった。そのため、第1次全国公演の日程は下記のとおり、同年4月2日から、安保条約の自動延長期限である6月23日直後までの期間に設定された。
1970年（公演開催日と会場。* は抜粋演奏）
- 4月　2日：岐阜市民会館、4・5日：名古屋市公会堂、7日：静岡駿府会館、14日：東京都体育館（“「赤旗」創刊7000号記念 春の音楽祭”での演奏）*、17日：岡山市民会館、18日：那覇市・教職員会館ホール（“春闘勝利、4・28祖国復帰要求県民総決起大会の成功をめざす講演会”での演奏）*、18日：広島市公会堂、19日：山口・防府市公会堂、21日：福岡市民会館
- 5月　6日：渋谷公会堂、8日：文京公会堂、10日：渋谷公会堂、12日：文京公会堂、13日：神奈川・川崎産業文化会館、19・20・21日：大阪厚生年金会館、22日：奈良県文化会館、24・25日：京都会館、26日：神戸国際会館、28日：徳島市民会館、30日：沖縄・伊江島村役所ホール（2回公演）*
- 6月　6日：千葉県文化会館、7日：茨城県民文化センター、9日：群馬音楽センター（高崎市）、10日：埼玉会館（現さいたま市）、11日：栃木会館（宇都宮市）、22日：札幌市公会堂、24日：青森市民会館、25日：秋田県民会館、26日：盛岡市体育館、28日：福島市公会堂、29日：仙台市公会堂
- 8月　8日：名護市・北部会館*、23日：文京公会堂*
- 10月　4日：那覇市・官公労共済会館*

### 1972年（第2次）全国ツアー公演
（1971年12月時点で公表された日程計画。公演場所は都府県名と都市名を混用、太字は「予定」として示されている）
1972年
- 3月　19日：和歌山、20日：奈良、21日：神戸、22・23日：大阪、25・26日：京都、27日：西宮、29日：高知、30日：高松
- 4月　2日：福岡、3日：北九州、4日：鹿児島、6日：長崎、7日：久留米、8日：山口、22日：浜松、23日：三重、25・26日：名古屋、27日：富山、29・30日：新潟
- 5月　13日：長野、14日：前橋、15日：埼玉、16・17日：神奈川、20日：福島、21日：山形、22日：仙台、24日：札幌、25日：帯広、27日：函館
- 6月　8・9日：東京、10日：千葉、13・14・15日：東京

### 2019年 再演（歌劇「沖縄」全曲演奏会）
2019年、埼玉県新座市で歌劇「沖縄」全曲の公開演奏が行われた。全曲の通し演奏が、1972年の第2次全国ツアー公演以来、47年ぶりに実現された。公演の詳細は以下の通り。
- 日時：2019年5月24日
- 会場：ふるさと新座館ホール
- 公演名：日本のうたごえ運動発足70周年記念・歌劇「沖縄」初演50周年記念－歌劇「沖縄」全曲演奏会
- 主催者：歌劇「沖縄」演奏団
- 出演者：日本イタリア・オペラ座管弦楽団、歌劇「沖縄」演奏団[15],[16]

## 「日本共産党創立100周年記念事業」として行われた音楽会での抜粋上演（2022年）
2022年、東京都内にて、歌劇「沖縄」の集団創作と上演運動を指導した日本共産党の創立100周年を記念する音楽会が催された。音楽会の詳細は以下の通り。
- 日時：2022年11月30日
- 会場：北とぴあ スカイホール
- 公演名：歌劇「沖縄」演奏団－日本のうたごえ実行委員会 日本共産党創立100周年記念事業「日本共産党創立100周年 記念音楽会」
- 主催者：歌劇「沖縄」演奏団－日本のうたごえ実行委員会
- 出演者：日本イタリア・オペラ座管弦楽団、歌劇「沖縄」演奏団、新日本共産党管弦楽団

この音楽会のプログラム曲として、歌劇「沖縄」（1969年全曲初演版）から下記抜粋曲が演奏された。
- 「序奏 – はてしない海原は紺碧に輝き - 島を渡る風は安らぎ」
- 「坊やは良い子だ 強い島の子だ – 俺たちはこの島で生まれ（ふじ子と正輝の二重唱）」
- 「私は那覇へ行こう – 明けゆく島々（きよ子の朝の歌）」
- 「皆さん わしらは真謝の百姓です – さても世の中あさましや（陳情口説）」
- 「ああ 豊かに波打つ黒潮よ – 踏み荒らされたふるさとの土に – 喜びの日を（終曲）」[17]